# Битва при Ардагане
Би́тва при Ардага́не между 25 декабря 1914 и 18 января 1915 года являлась османской военной операцией во главе с германским майором Августом фон Штанке по захвату города Ардаган Карсской области Российской империи в ходе Первой мировой войны чтобы разорвать связь русской обороны с линией Сарыкамыш-Карс и поддержать османскую армию в Сарыкамышском сражении.

## Предыстория и планы сторон
30 октября 1914 года командование 3-й армии было проинформировано Высоким командованием в Стамбуле об обмене огнём в ходе Прорыва «Гебена» и «Бреслау» в Чёрное море. Высокое командование предполагало, что российская армия пересечет османскую границу в любое время. Наступление Берхмана (2 ноября — 16 ноября 1914 г.) закончилось поражением российских войск. Российский успех обеспечил южный фланг обороны, где отличились армянские добровольцы, которые захватили Агры и Догубаязит. Хасану Изет Паше удалось стабилизировать фронт позволив русским продвинуться на 25 км вглубь Османской империи наряду с осью Эрзерум-Сарыкамыш.
Отряд Стейндж-бея покинул Стамбул на броненосце Явуз. Первая остановка была в Ризе. Отряд был затем усилен почти 2,000 курдскими добровольцами и материальным снабжением мятежных аджарцев страны.
Первоначальным намерением было нанести удар по Батуму, но в результате сопротивления русских на суше, и особенностей различных манёвров между османским и российским флотом, который закончился в итоге получением контроля над Чёрным морем, идея оказалась нереализуемой и от неё пришлось отказаться.
Энвер-паша разработал план для Сарыкамышской операции. Подразделению Стейндж-бея и его поддержке, в плане была отведена роль вспомогательных сил. Они должны были отрезать поддержку и снабжение российских войск на линии Сарыкамыш-Карс. Отряд Стейндж-Бея провел демонстративную операцию по отвлечению и пробиванию российских сил. Согласно плану Стейндж-бей должен был действовать в регионе Чорох и захватить дорогу.

## Силы сторон
В западных источниках используется «1-й армейский корпус» для названия турецких войск, в турецких источниках используется название «отряд Стейндж-Бея». Отряд был передан под командование германского майора Штанке и стал называться отрядом Стейндж-Бея. Численность отряда оспаривается. Западные источники утверждают, что он составлял от 30,000 до 35,000 солдат, точных данных нет, но количество должно быть достаточно большим.
Левое крыло состояло из двух дивизий 1-го армейского корпуса. Он был переброшен в начале войны из Константинополя и расположился в Копа и других портах Чёрного моря южнее Батума, и пополнился нерегулярными частями в округе Чорук (севернее Эрзерума).

## Ход боевых действий
12 (25) декабря 1914 турецкий отряд Штанке разгромил отряд Генике (3 батальона кубанских пластунов) и взял Ардаган. 14 (27) декабря 1914 Сибирская казачья бригада генерала Калитина получила приказ выдвинуться из Ахалцихе и отбить Ардаган. Калитин собрал остатки разгромленного русского отряда и произвел рекогносцировку. Окопавшихся в городе турок прикрывали курдские разъезды.
21 декабря 1914 (3 января 1915) отряд генерал-лейтенанта Истомина, усиленный Сибирским казачьим полком, внезапно в тумане атаковал турецкий отряд, который попытался произвести передислокацию. В ходе боя турки потеряли убитыми 500 человек, ещё 900 попали в плен. Штанке бежал в Ардануч 18 января 1915 года. Некоторые выжившие в битве смогли спастись на своей территории. Другие нашли убежище в глуши округа Чорок, где аджарцы дали им приют. Стейндж-бей восстановил свой отряд в Стамбуле.
1 марта 1915 года отряд Стейндж-бея без поддержки добровольцев вернулся на линию фронта, где ему удалось оказывать сопротивление российским войскам в течение более двух месяцев.